# Misodendron linearifolium
Misodendron linearifolium är en tvåhjärtbladig växtart som beskrevs av Dc.. Misodendron linearifolium ingår i släktet Misodendron och familjen Misodendraceae. Inga underarter finns listade i Catalogue of Life.